# M21 (puška)
M21 Sniper Weapon System (SWS) je samonabíjecí odstřelovací puška vzniklá úpravou pušky M14. Používá náboj 7,62 × 51 mm NATO.
Americká armáda potřebovala během války ve Vietnamu přesnou odstřelovací pušku a nástupce pušky M1 Garand. Díky své přesnosti, spolehlivosti a schopnosti rychlé střelby byla vybrána puška M14.
V roce 1969 Rock Island Arsenal přestavěl pušku M14NM (sportovní verzi M14) na základní XM21.
Vylepšená varianta nese název M25.